# The Greatest Story Ever Told
The Greatest Story Ever Told (conocida en España como La historia más grande jamás contada y en Hispanoamérica como La más grande historia jamás contada) es una película estadounidense de 1965, sobre la vida de Jesús de Nazaret, producida por la United Artists y dirigida por George Stevens (algunas escenas por Jean Negulesco y David Lean). Max von Sydow interpretó el papel de Cristo, acompañado de un gran número de estrellas cinematográficas del momento en Hollywood, como Charlton Heston en el papel de Juan el Bautista, y Telly Savalas como Poncio Pilatos.
La historia más grande jamás contada se estrenó el 15 de febrero de 1965 en Nueva York. Fue realizada en Ultra Panavisión 70, y proyectada en las grandes ciudades en Cinerama de 70 mm.
El guion está basado en el libro de Fulton Oursler.
La música fue compuesta y dirigida por Alfred Newman (quien había escrito también la música para La conquista del Oeste), además de incorporar partes del Mesías de Haendel y el Requiem de Giuseppe Verdi, adaptados por Ken Darby.

## Reparto
- Max von Sydow como Jesús.
- Dorothy McGuire como María.
- Charlton Heston como Juan el Bautista.
- Claude Rains como Herodes I el Grande.
- José Ferrer como Herodes Antipas.
- Telly Savalas como Poncio Pilato.
- Angela Lansbury como Claudia Procula.
- Martin Landau como Caifás.
- David McCallum como Judas Iscariote.
- Donald Pleasence como Satanás.
- Sidney Poitier como Simón de Cirene.
- Roddy McDowall como Mateo.
- Joanna Dunham como María Magdalena.
- Joseph Schildkraut como Nicodemo.
- John Wayne como El Centurión.
- Ed Wynn como Aram.

En roles menores:
- Michael Anderson Jr. como Santiago el menor.
- Michael Ansara como Comandante de Herodes.
- Ina Balin como Marta.
- Carroll Baker como Verónica.
- Robert Blake como Simón el Zelote.
- Pat Boone como Ángel en la tumba.
- Victor Buono como Zerah.
- John Considine como Juan.
- Richard Conte como Barrabás.
- Frank DeKova como El torturador.
- Jamie Farr como Judas Tadeo.
- David Hedison como Felipe el Apóstol.
- Van Heflin como Guardia de Herodes.
- Russell Johnson como Escribano.
- Robert Loggia como José.
- Sal Mineo como Urías.
- Nehemiah Persoff como Shemiah.
- Gary Raymond como Simón Pedro.
- David Sheiner como Jacobo.
- Marian Seldes como Herodias.
- Richard Bakalyan como Buen ladrón.
- Marc Cavell como Mal ladrón.
- Abraham Sofaer como José de Arimatea.

## Premios
La película fue nominada a cinco Óscar: Óscar a la mejor banda sonora, a la mejor fotografía, a la mejor dirección artística, al mejor diseño de vestuario, y a los mejores efectos visuales.